# 石黒流
石黒流（いしぐろりゅう）とは、幕末に石黒関斎（いしぐろ かんさい）によって創始され、千葉県銚子市近辺に伝承された柔術を中心とする総合武術である。
かつては天神真楊流石黒派とも名乗っていた。現在は千葉県香取市小見川で活動している

## 歴史
石黒関斎は詳細な経歴は不明であるが、真之神道流・天神真楊流・田宮流（新田宮流）・戸田流・福島流・養心流など多くの流派を学び石黒流を創始したとされる。石黒関斎は幕末から明治維新後にかけて犬吠埼の漁師たちにその武術を伝えた。
石黒関斎は五尺（151cm）ほどの小男であり、幕末に銚子の漁場にふらりと来て漁民に武術を教授して普段は釣り糸を垂れて悠々自適の生活をしていたことくらいしか分かっていないとされる。石黒に関わる伝承では、漁場の海岸線の屏風板の上で多くの釣り人に交じって釣りをしていたところ、屏風板が崩れて他の釣り人が60mもの崖から落ちて全員死亡した時に石黒だけ一瞬後ろに飛び崖崩れから助かったという逸話が残っている。
1910年（明治43年）石黒流二代目の杉原康定が渡海神社に『石黒先生供養 石黒流柔術碑』を建てている。
石黒流は現在も千葉県で四代目の田村弘二によって伝承され日本古武道振興会に所属、明治神宮の古武道演武大会等で演武されている。また、天神真楊流と関係が深く真楊流石黒派とも言われる。
残っている真之神道流伝書には片山正左衛門輝政の名前が書かれている。片山正左衛門輝政は村岡藩（現在の兵庫県美方郡）の山名義問が開いた藩校明倫館で武術の師範を務めた人物であった。また杉原康定の高弟の舘平五郎の舘家に残った伝書には真楊流三祖門人石黒関斎と記されている。真楊流三祖は天神真楊流三代目家元の磯正智のことであると考えられている。石黒流に残った居合の伝書には流名・宛先・年代が欠落しているが林崎甚助から六代を経て新田宮流を開いた和田平助まで記されている。その他の史料には戸田流・福島流・養心流・田宮流・和田流・新陰流・真神陰流などの流派や岡山家・高崎家などと記されている。

## 系譜
- 石黒関斎
  - 杉原康定
    - 鈴木幸太郎
      - 田村弘二

    - 舘平五郎

## 技法
柔術を中心に剣術・居合・棒術・捕縄術・手裏剣術・縄術・砲術・バチ（日本の短棒術）などを含む総合武術である。この他に馬術・半弓・含み針（吹き針）・調剤・山野でのサバイバル術もあり多彩な武術であったが、現代は法律や諸事情で断念した稽古があるとされる。
縄術は縄の先に短剣をつけた中国武術の縄ヒョウに似た独特武器を用いる。また小武器（手剣、サク）を伝承している。
柔術は126の技が伝承されており、地之位、天之位、真之位、極之位と段階的に教授される。柔術は強力な逆業やあまり他流に見られない複雑な固め技を含み捨身投や当身が多い事が特徴である。最高秘伝の極之位では、中央の突起部を指の股に差して握り込む「サク」という寸鉄に似た小武器を使う。
石黒流では当身や蹴りで指先を使う事で知られており、拳より開手で当身を行うことが多く蹴りは爪先で差し込むように急所を蹴る。捌や突、蹴等の当身を連続動作で行う単独形が存在する。
四代目の田村弘二の修行時代は、目録以上の者は竹の防具と座布団を胸腹腕に巻いて当身の効果と当て方を実践で学んでいた。この稽古では防具を装着していても骨のひびや骨折があり怪我が避けられなかったとされる。
昭和20年代まで三か月に一回、道場の電灯が消され暗闇の中で殴る蹴る自由の闇試合という真剣勝負が行われていた。この稽古は一度行うと怪我をして三か月できないので、三か月に一度の稽古となっていた。
戦前まで目録の者は「実習」と称して道場の外で稽古を行っていた。「実習」では師範同行で遊郭などに出掛けヤクザに喧嘩を売らせて戦うというものであった。この時に同行している師範が検分して、いざという時には助けに入ることになっていた。路上の稽古では相手が複数人であったり短刀等の武器を持っていることもあったという。
骨法（整骨、整復）は、目録以上の者に教授される。
- 柔術　126手
  - 地之位　36手
  - 天之位
  - 真之位
  - 極之位　3手
- 棒術　6本
- 剣術　表業6本　裏業12本
- 居合術　立業12本　座り業6本
- 縄術　36本
- 手裏剣術
- 桴

## 史跡
- 『石黒先生供養、杉原康定、石黒流柔術碑』（渡海神社、明治43年11月建立の石碑）